# Nord-Holland (Kassel)
Nord-Holland, offiziell Nord (Holland), ist ein Stadtteil der nordhessischen Großstadt Kassel.
Die sogenannte Nordstadt entstand seit Anfang des 19. Jahrhunderts entlang der nach Norden führenden Holländischen Straße. Bis heute prägend war die hohe Konzentration an Industriebetrieben. Dazwischen entstanden im Verlauf der Gründerzeit und des sozialen Werkswohnungsbaus kleine, unzusammenhängende Quartiere und Siedlungen. Heute ist die Kasseler Nordstadt mit ihren 34,8 % nichtdeutschen Einwohnern der Stadtteil mit der höchsten Migrantendichte, die aus der Ansiedlung werksnaher Arbeitsmigranten der Nachkriegsjahre resultiert. Der Hauptsitz des Kasseler Ausländerbeirats befindet sich in diesem Stadtteil.
Seit Anfang der 1980er Jahre befindet sich hier der Hauptstandort (Campus Holländischer Platz) der Universität Kassel.

## Geographie
Im Uhrzeigersinn von Norden grenzen folgende Stadtteile an die Nordstadt: Philippinenhof-Warteberg, Fasanenhof, Wesertor, Mitte, Rothenditmold und schließlich im Westen der Jungfernkopf.
Die Grenze zum östlich angrenzenden Stadtteil Fasanenhof bildet der Möncheberg, an dessen Fuß das aus dem Habichtswald entspringende Flüsschen Ahna verläuft. Das Gewässer wurde ebenfalls wie der Mombach (Verlauf etwa unterhalb der heutigen Straße gleichen Namens) zu Ende des 19. Jahrhunderts kanalisiert.
Einen Großteil der Freiflächen im Stadtteil nimmt der Hauptfriedhof ein. Im Süden grenzt das Schillerviertel an den Stadtteil Mitte und das Gebiet um den Hauptbahnhof an.

## Politik

### Ortsbeiratswahl
Die Wahlbeteiligung bei der Ortsbeiratswahl 2021 lag bei 26,2 %.

### Wahlen im Stadtteil
| Jahr | Wahl                        | Wbt.  | Linke | SPD  | Grüne | AfD  | CDU  | BSW | FDP | FW  | Piraten | Sonst. |
| ---- | --------------------------- | ----- | ----- | ---- | ----- | ---- | ---- | --- | --- | --- | ------- | ------ |
| 2025 | Bundestagswahl              | 68,7  | 33,4  | 16,6 | 14,1  | 13,0 | 9,7  | 6,8 | 2,2 | 0,5 | —       | 3,7    |
| 2024 | Europawahl                  | 46,2  | 15,3  | 13,2 | 15,3  | 8,7  | 10,6 | 5,8 | 2,6 | 0,5 | 0,9     | 27,11  |
| 2023 | Landtagswahl                | 40,8  | 23,4  | 15,9 | 19,3  | 14,3 | 13,6 | —   | 2,4 | 1,8 | 0,8     | 8,5    |
| 2021 | Bundestagswahl              | 58,3  | 18,3  | 22,9 | 24,9  | 6,4  | 9,0  | —   | 7,5 | 1,1 | 0,9     | 11,1   |
| 2021 | Ortsbeirat                  | 26,2  | 32,0  | 21,1 | 30,9  | —    | 6,7  | —   | 4,5 | 4,9 | —       | —      |
| 2021 | Stadtverordnetenversammlung | 26,2  | 26,7  | 19,0 | 29,4  | 4,6  | 9,6  | —   | 3,7 | 2,5 | —       | 4,52   |
| 2016 | Ortsbeirat                  | 24,0  | 27,9  | 30,9 | 18,1  | —    | 15,0 | —   | —   | —   | 6,9     | —      |
| 2016 | Stadtverordnetenversammlung | 24,0  | 24,2  | 27,5 | 17,3  | 8,5  | 13,9 | —   | 3,1 | 2,0 | 3,5     | —      |
| 2011 | Ortsbeirat                  | 26,0  | 16,0  | 39,0 | 22,3  | —    | 16,5 | —   | —   | —   | 6,3     | —      |
| 2011 | Stadtverordnetenversammlung | 25,9  | 15,2  | 38,2 | 22,5  | —    | 15,6 | —   | 1,0 | 0,7 | 5,7     | 1,03   |
| 2006 | Ortsbeirat                  | 21,6  | —     | 53,4 | 20,9  | —    | 24,1 | —   | —   | —   | —       | —      |
| 2001 | Ortsbeirat                  | k. A. | —     | 57,6 | 10,7  | —    | 30,3 | —   | —   | —   | —       | —      |

Fußnoten
1 2024: darunter: Volt: 7,7 %; PARTEI: 4,8 %; DAVA: 3,0 %

2 2021: zusätzlich: Bienen: 2,5 %; PARTEI: 2,0 %

3 2011: zusätzlich: AUF-Kassel: 1,0 %

## Geschichte

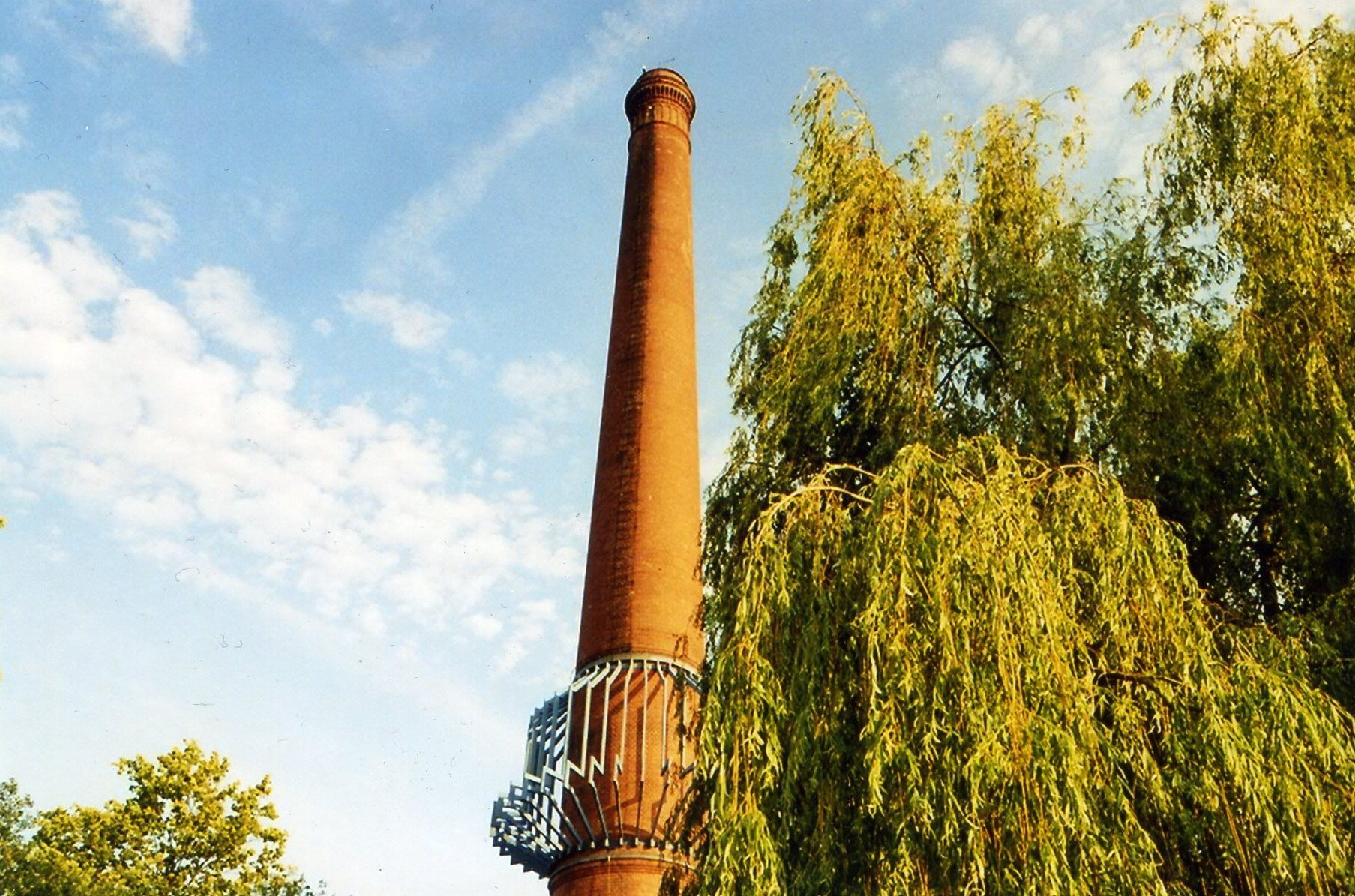
Symbol der Henschelei und heutigen Hochschule im Stadtteil

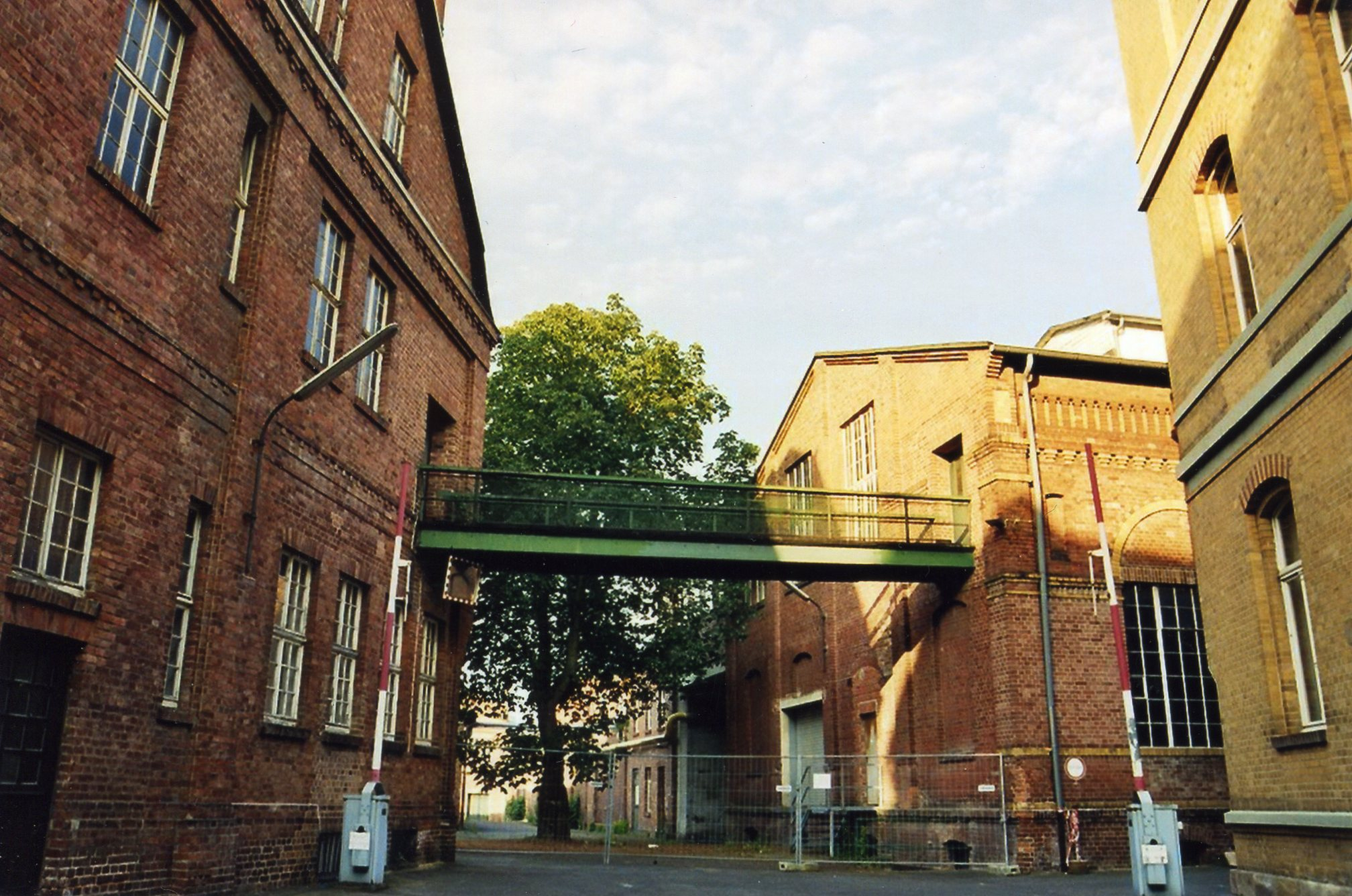
Problemkind im Stadtteil: Industriekultur und Architektur-Bohème: Gottschalk & Co. (2006)

Die Geschichte des Stadtteils ist eng mit der Industrialisierung Kassels verbunden. Diese begann erst mit dem Anschluss an das Eisenbahnnetz und verhalf in dessen Folge dem Unternehmen Henschel & Sohn zu seiner Expansion, vor allem im Bau von Lokomotiven. Bis zum Beginn des 19. Jahrhunderts führte das Holländische Tor aus der dichtbebauten Altstadt direkt in das durch Obstbau genutzte Ahnatal nach Norden. Das Familienunternehmen Henschel & Sohn expandierte zunächst auf dem an die Altstadt angrenzenden Grundstück und reichte zu Beginn des 20. Jahrhunderts bis an den Holländischen Platz.
1872 entstand zwischen Wolfhager Straße, Mombachstraße und Westring der Unterstadtbahnhof als Güterbahnhof. Von dort aus führte ein Anschlussgleis durch die Wolfhager Straße bis zum Holländischen Platz. Dieses wurde nach 1962 aufgrund der Umgestaltung des Holländischen Platzes stillgelegt.
In den Jahren der Gründerzeit entstanden infolge der steigenden Wohnungsnachfrage und des damit verbundenen Baubooms kleine Quartiere, die in ihrer Struktur noch heute in Teilen vorzufinden sind.
Nach der Inbetriebnahme des Güterbahnhofs an der Schenkebier Stanne am nördlichen Stadtrand wurde ein Gleisanschluss von Norden durch den Stadtteil gelegt. Zu diesem Zweck wurde der kleine Bach Ahna vollständig kanalisiert und vor allem Zulieferbetriebe von Henschel siedelten sich nun auf dem zuweilen schmalen Streifen zwischen Holländischer Straße und Ahna an.
Ebenfalls prägend war der Bau des Schlacht- und Viehhofes an der Mombachstraße.
Die Situation nach dem Zweiten Weltkrieg ist gekennzeichnet durch den Wegfall vieler Unternehmen. Die von dem Essener Thyssen-Konzern übernommenen Henschel-Werke schlossen 1972 das Werk am Holländischen Platz. Bei Henschel entfielen mit der Werksschließung 3000 Arbeitsplätze. 1978 wurde der Schlachthof nach Waldau verlegt. 1996 schloss die Firma Gottschalk & Co. 1970 schloss die Firma Kolben-Seeger. Das Land kaufte das Gebäude 1980 für die Universität, es diente ursprünglich als Konservenfabrik, später wurden dort Motorteile produziert. 1984 bis 1986 wurde die Fabrik als Mehrzweckgebäude für den Fachbereich Architektur / Stadtplanung / Landschaftsplanung umgebaut. Später wurde dieser Bereich um ein Biedermeier-Fachwerkhaus und um das ehemalige Gebäude der Kasseler Häute- und Fettverwertung (Hafeka) ergänzt.
Für einige Jahre hatte das amerikanische Fernsehproduktverkaufsunternehmen QVC sein Telefonzentrum in den Gebäuden der ehemaligen Firma Hertel & Reuss in der Quellhofstraße. Darüber hinaus finden sich eine große Anzahl kleiner und mittelständischer Unternehmen aus dem Baubereich.
Ein Demographiewandel im Stadtteil von Henschel-Arbeitern hinzu Gastarbeitern ausländischer Herkunft hat im Zuge der Schließung des Werkes in den 1970er Jahren eingesetzt. Dadurch hat sich die Struktur stark verändert. Die einfachen Wohnungen wurden zu diesem Zeitpunkt von der deutschen Bevölkerung nicht weiter nachgefragt. Im Zuge dessen veränderte sich auch die kleinteilige lokale Ökonomie im Stadtteil. Geschäfte wie Bäckereien und Fleischereien wanderten ab und wurden durch Handelsgeschäfte der Migranten ersetzt.
Die Ansiedlung der Universität Kassel zwischen Holländischem Platz, Moritzstraße und Mönchebergstraße hat im südlichen Bereich des Stadtteils zu einer weitgehenden Veränderung in der Bewohnerstruktur geführt. Für die Erweiterung der Universität nördlich der Moritzstraße wurde ein Großteil der Gebäude der ehemaligen Zelt- und Tuchfabrik Gottschalk & Co. und die in Richtung Mombachstraße befindlichen Flächen des Geländes Kohlen Koch abgerissen. Auf dem Gelände sind seitdem u. a. ein Studierendenwohnheim, eine Kindertagesstätte und der Science Park Kassel sowie Räumlichkeiten für den Fachbereich „Architektur – Stadtplanung und Landschaftsplanung“ entstanden. 2015 wurden der Uni Kassel 100 Mio. Euro von der Hessischen Landesregierung für Bau- und Sanierungsmaßnahmen zur Verfügung gestellt. In diesem Zuge werden langfristig die bisher im Stadtteil Oberzwehren angesiedelten Naturwissenschaften auf den Campus Holländischer Platz umsiedeln.
Die hinter der Berufsschule auf dem ehemaligen Schlachthof liegenden Quartiere, insbesondere die Friedrich-Wöhler-Siedlung gelten heute in vieler Hinsicht als benachteiligt.
Seit 1980 ist die Nordstadt daher in unterschiedliche Städtebauförderprogramme eingebunden. Sie war Modellprojekt der „Sozialen Stadt“ (bis 2008, seitdem „ruhende Teilnahme“) und von 2000 bis 2006 Fördergebiet des europäischen Programms „URBAN II“. Der Umbau des Nordstadtstadions (2003 bis 2006) und der Nordstadtpark (Fertigstellung 2004) wurden im Rahmen des URBAN-II-Programms umgesetzt.

## Stadtteilbild und Stadtteilleben

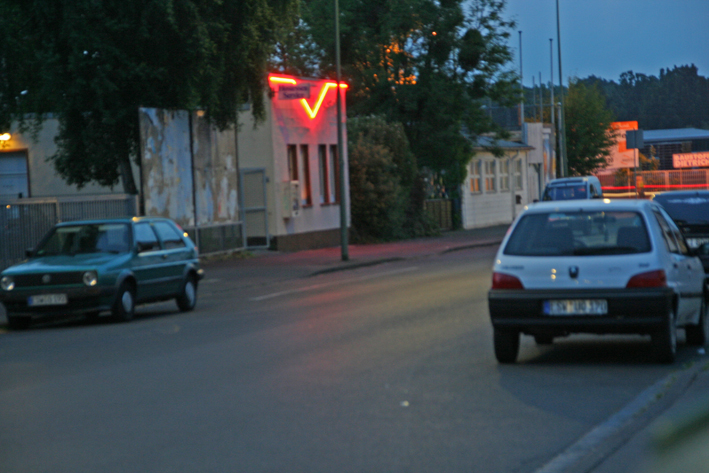
Blick entlang der Schillerstraße auf die Wolfhager (2008)

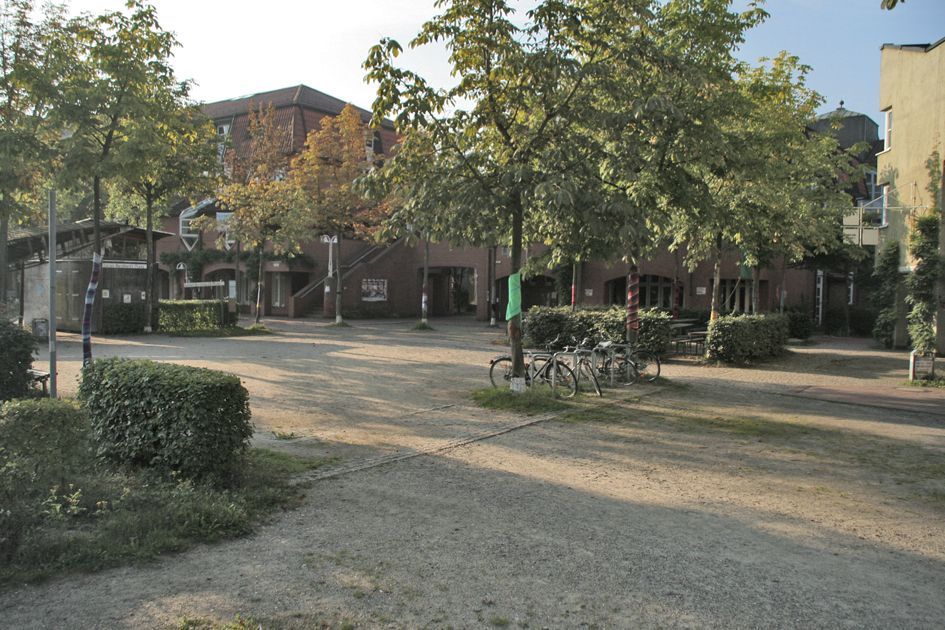
Lucius-Burckhardt-Platz an der Moritzstraße (2011)

Nach dem Ende der Förderphasen der 1980er und 1990er Jahren zu Städtebau und Stadtentwicklung, aus der viele soziale Einrichtungen in der Nordstadt Kassels entstanden sind, haben sich in den vergangenen Jahren viele selbstorganisierte Projekte gegründet, die eine alternative Entwicklung unterstützen und das Leben im Stadtteil stark bereichern. Hierzu zählen unter anderem der „Agathe e. V.“ im Tannenheckerweg und der mit der Staatsdomäne Frankenhausen kooperierende Verein „essbare Stadt e. V.“ Auf der anderen Seite ist mit der Fortführung der Campuserweiterung zwischen Moritz- und Mombachstraße in den kommenden Jahren eine lokal begrenzte aber strukturell umfassende Veränderung zu erwarten, die eigendynamische Gentrifizierungsprozesse erwarten lassen.
Die Kasseler Tafel hat ihren Sitz in der Holländischen Straße.
Im Projekt „Servicestelle Lokale Ökonomie“ wurden von 2007 bis 2010 Existenzgründer, Kleinst-, kleine und mittleren Betrieben beraten. Zudem sollte die Vernetzung der Unternehmen gestärkt werden. Zuvor hatte es von 2001 bis 2005 ein Projekt „Lokale Ökonomie zur Förderung von Ausbildungs- und Qualifizierungschancen durch Kooperation mit kleinen und mittleren Unternehmen“ gegeben, das aus dem Programm „Hegiss – Soziale Stadt“ gefördert wurde.
Es existieren mehrere Kultureinrichtungen in der Nordstadt, wie zum Beispiel der studentische Club „K19“, die städtische Einrichtung „Schlachthof“, so wie die autonom verwalteten Projekte „HAUS“ und „Karoshi“.
Auch kann man den Bereich zwischen dem Nordstadtpark, der im Sommer bis spät in die Nacht von den Anwohnern genutzt wird, und dem Holländischen Platz als das Kneipenviertel für Alternative, Punks und Studierende ansehen. In diesem Bereich befinden sich die Kneipen „Mutter“, „bei Ali“, „Beat Bar“, „Hurricane“, „Bar 39“, „Nordpol“ und weitere.
Der Bereich zwischen Campus und Stadtteil wird stark durch das öffentliche Leben auf dem „Lucius-Burckhardt-Platz“ geprägt, das mit dem Café DesAStA und der Fahrradwerkstatt als Schnittstelle zwischen Hochschule und dem Quartier an der Gottschalkstraße fungiert. Hier hat sich auch im Rahmen der beginnenden Baumaßnahmen eine Initiative gegründet, die eine stärkere Verankerung der Planung mit den Bewohnern und Nutzern erreichen möchte. Der Platz hingegen ist samt der dort über lange Jahre bestehenden Fahrradwerkstatt aufgrund Inkooperativität zwischen Hochschule, Stadt(teil) und Initiativen im inzwischen zu großen Teilen der Baulogistik geopfert worden.
Entgegen dem studentisch geprägten Leben in der südlichen Nordstadt entlang der Gottschalkstraße wirkt das durch viele mittelständische Betriebe gekennzeichnete Schillerviertel wie ausgestorben. Entlang der Wolfhager Straße in Richtung Rothenditmold verändert die legale Straßenprostitution vor allem während der Dunkelheit das Bild des Viertels. Das hohe Verkehrsaufkommen rings um den Holländischen Platz mindert den Wohnwert im ganzen Stadtteil beträchtlich.
Die Friedrich-Wöhler-Siedlung in Höhe der Wiener Straße wurde in den vergangenen Jahren in ihren Außenbereichen durch Urban-Fördergelder und die Stadt Kassel aufgewertet. Die ehemals in öffentlicher Hand befindlichen Wohngebäude wurden an private Unternehmen verkauft. Seitens der Stadt Kassel wurde ein Quartiersmanagement eingerichtet, das die sozialen Probleme innerhalb der Siedlung und des Stadtteils verbessern soll. Das Stadtteilheft Nordwind versuchte einige Jahre die interkulturelle Kommunikation zwischen den Bewohnern zu befördern. Die unterschiedlichen sozialen Initiativen, die daran angeschlossen waren, existieren zwar weiter, die Mitteilungsebene, die durch das Magazin aufgebaut wurde, ist seither durch die Stadt nicht weiter fortgeführt worden.

## Öffentliche Einrichtungen

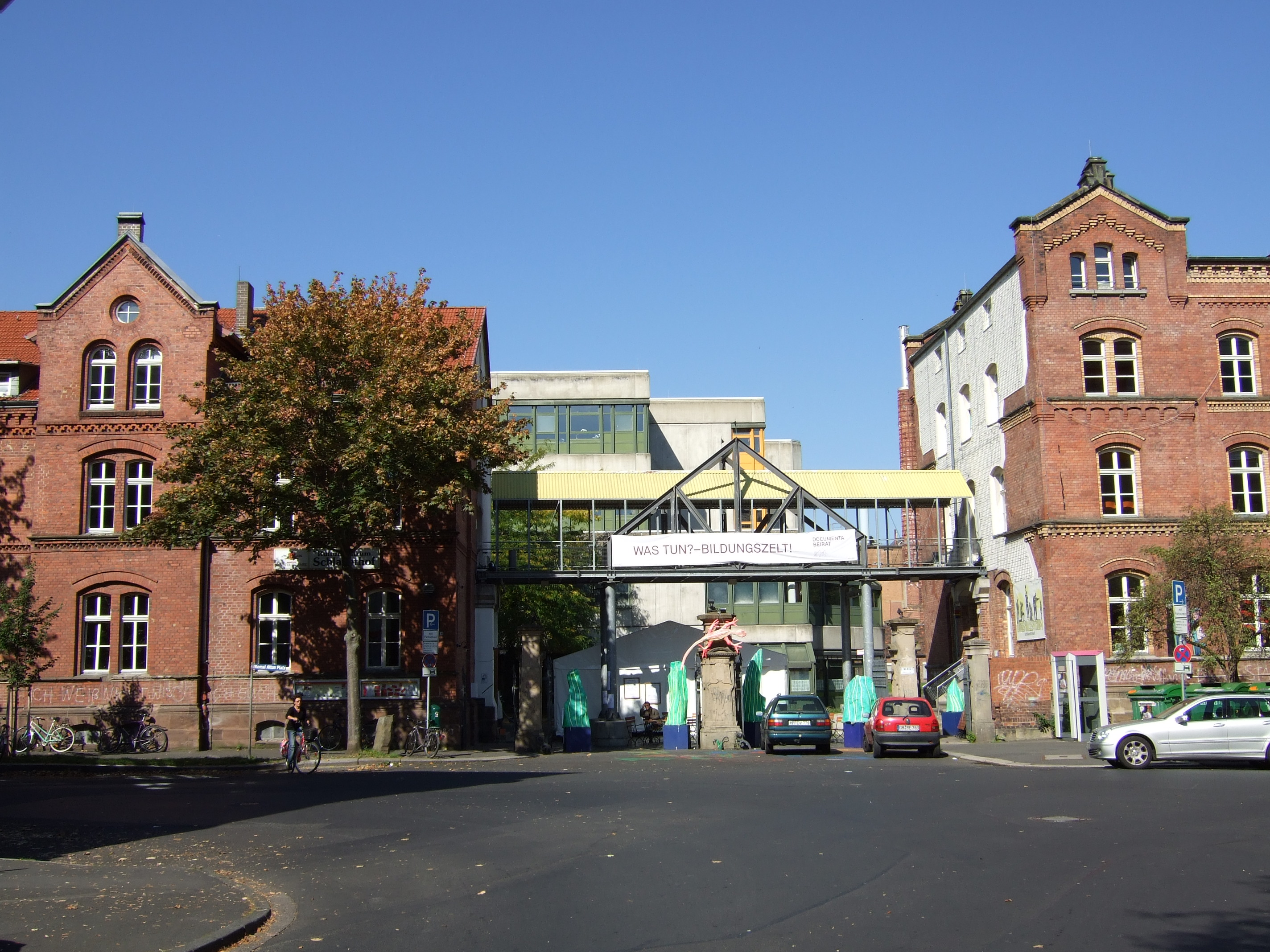
Die beiden Torhäuser des Kulturzentrum Schlachthof in der Mombachstraße

### Allgemeinbildende Schulen
An der Holländischen Straße befindet sich die Grundschule Carl-Anton-Henschel-Schule.

### Berufsbildende Schulen
An der Schillerstraße liegen die Arnold-Bode-Schule (früher Walter-Hecker-Schule), die Martin-Luther-King-Schule und die Paul-Julius-von-Reuter-Schule. Die vierte Berufsschule, die Elisabeth-Knipping-Schule, befindet sich an der Mombachstraße auf dem Gelände des ehemaligen Schlachthofes Kassel.
Die lokale Konzentration, die am Katzensprung im benachbarten Stadtteil Wesertor mit zwei weiteren Berufsschulen ihre Fortsetzung findet, entstand in den späten sechziger bis Mitte der siebziger Jahre, als innerhalb dieses Gebietes ein Berufsschulzentrum errichtet werden sollte, das zentral gelegen für Schüler auch aus dem Umland gut zu erreichen sein sollte.

### Weiterbildung
Das Berufsbildungswerk Nordhessen hat seine Räume an der Sickingenstraße.

### Philipp-Scheidemann-Haus
An der Ecke Holländische Straße/Mombachstraße steht das Philipp-Scheidemann-Haus, das neben der Volkshochschule auch die Funktion eines Stadtteilzentrums übernimmt. Der Bau aus der Nachkriegsmoderne sollte vor einigen Jahren als Nordstadt-Einkaufszentrum ausgebaut werden. Es wurde stattdessen instand gesetzt und um einen Gebäudeteil erweitert, der private Büroflächen bietet.

### Kulturzentrum Schlachthof
Das Kulturzentrum Schlachthof, das sich in direkter Nachbarschaft befindet, bietet ebenfalls Veranstaltungsräume vor allem für kulturelle und soziale Initiativen an. Auch das Jugendzentrum der Nordstadt befindet sich in den Torhäusern.

### Stiftung Archiv der deutschen Frauenbewegung
In der Gottschalkstraße befindet sich die Stiftung Archiv der deutschen Frauenbewegung. Sie unterhält zwecks Überlieferung und Erforschung der Geschichte von Frauen und Frauenbewegungen in Deutschland eine Spezialbibliothek, ein Archiv sowie eine Forschungsstelle.

## Verkehrsanbindung
Der Stadtteil Nord-Holland ist in Nord-Süd-Richtung von der Holländischen Straße (jeweils Teil der B 7 und B 83) durchzogen. Die Holländische Straße wird weitergehend von den RegioTram-Linien RT1 und RT4, Tram-Linien 1 und 5 sowie der Nacht-Tram 5 bedient, der Holländische Platz zusätzlich von den Buslinien 52 und 100. An der Haltestelle Wienerstraße bedienen die Buslinien 12 und 13 noch zusätzlich. Die Endhaltestelle Holländische Straße wird von einigen Linien bedient.